# Tecmo World Soccer '96
Tecmo World Soccer '96 est un jeu vidéo de football développé par Tecmo et édité par SNK en 1996 sur Neo-Geo MVS (NGM 086),,.